# Colette Lussan
Colette Lussan, peintre non figurative française née en 1936, développe une œuvre où formes et couleurs suggèrent à la fois les textures du minéral et les immensités cosmiques.

## Biographie
Colette Le Quéré Lussan naît le 25 juin 1936 à Grâces dans les Côtes-d'Armor. Après des études secondaires classiques à Toulon, elle poursuit des études universitaires de géographie, en géomorphologie et climatologie, d'histoire et d'histoire de l'art à la faculté d'Aix-en-Provence. Dessinant et peignant depuis l'enfance, elle est enseignante de 1962 à 1996 et participe de 1969 à 1976 à l'organisation du festival du Jeune cinéma de Hyères. Elle a présenté depuis 1978 une dizaine d'expositions personnelles et participé à des expositions collectives et salons à Paris, notamment en 1984 au Salon de Mai, invitée par Gustave Singier, en province et à l'étranger, à Bruxelles en 1980, Kiel (Allemagne) en 1986, New York en 2000, Shanghaï en 2004.
Elle meurt à Peypin le 18 septembre 2017

## L'œuvre
Son cheminement à travers des gammes lumineuses de plus en plus intensément colorées a mené Colette Lussan jusqu'au carrefour où la création picturale rejoint la créativité naturelle spontanée. Ses toiles non figuratives semblent révéler l'abécédaire originel des formes et des couleurs qui sous-tend l'univers du minéral et du vivant : fissures ou plissements géoloqiques, auréoles ou halos internes des roches, nervures végétales, ocelles des ailes des lépidoptères. En marge de toute intention naturaliste, Colette Lussan donne à surprendre dans ses peintures, où dominent les formats carrés fréquemment liés en diptyques et triptyques mais où apparaissent les tondos, les rythmes essentiels qui composent l'intimité du réel. Elle en est ainsi venue à intégrer dans son travail, aux frontières de l'art brut, l'utilisation de feuilles ou copeaux métalliques, de poudres, paillettes et fragments de pépites micassées dont les matières pierreuses et les lumières bleutées et cuivrées, argentées, dorées ou rougeoyantes, évoquent à la fois, au plus près les iridescences des Uranies ou la matière des laves en fusion, au plus loin les images des galaxies.

## Jugement
« Colette Lussan peint comme font en secret agates, ophrys et vanesses. Cheminements parallèles, mais inverses. Dans le hasard des mutations, la nécessité des mécanismes qui les pérennisent et les dispersent, la nature est parvenue par degrés à construire le complexe. À partir de la libre illimitation qu'elle a conquise au dernier siècle dans ses approches du visible, la peinture ici déconstruit, à l'opposé, la complexité de l'apparence, s'enfonce dans la quête de ses éléments premiers. Seule une embryologie sensible des formes conduit à rebours, dans sa logique évolutive, Colette Lussan à croiser ainsi les souples filigranes des productions naturelles. »

— Michel-Georges Bernard (2004)